# Икона Дзиковской Божией Матери

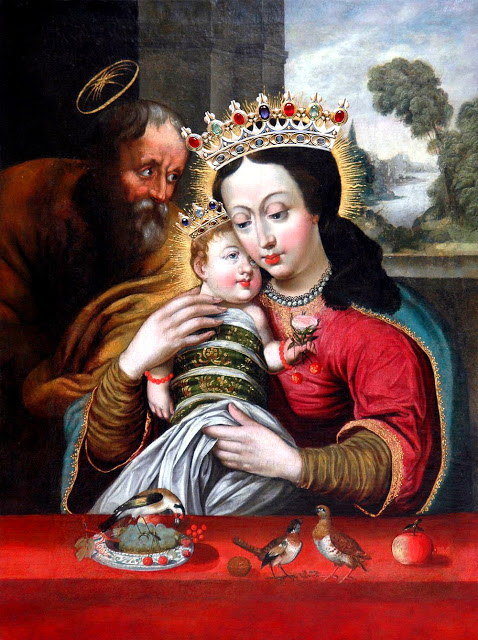
Икона Дзиковской Божией Матери

Икона Дзиковской Божией Матери или Матерь Божия Тарнобжегская (пол.  Matka Boża Dzikowska, Matka Boża Tarnobrzeska) — икона Пресвятой Богородицы, особо почитаемая в городе Тарнобжег, покровительницей которого она является. Икона Дзиковской Божией Матери находится в  доминиканской церкви в Тарнобжеге. День памяти иконы Дзиковской Божией Матари отмечается 8 сентября, в праздник Рождества Пресвятой Девы Марии.

## История
Икона создана в XVI веке и написана неизвестным художником нидерландской школы. Размер иконы составляет 66,5 см на 89 см. Первоначально икона находилась в Тарновском дворце в Дзикове, откуда она взяла своё наименование. 29 мая 1678 года она была перенесена в церковь Успения Девы Марии в Тарнобжеге, где находился доминиканский монастырь, который вскоре получил статус санктуария. Перед образом иконы Дзиковской Божией Матери 5 ноября 1734 года была подписана декларация Дзиковской конфедерации.
По обычаю Католической церкви икона была увенчана короной 8 сентября 1904 года. Во время I Мировой войны доминиканская церковь подверглась осквернению австрийскими солдатами и икона хранилась с 31 мая по з октября 1915 года в имении Здислава Тарновского. В ночь с 20 на 21 июня 1927 года корона, которой была увенчана икона, была украдена. Повторная коронация состоялась 8 сентября 1933 года. В ночь с 15 на 16 августа 1959 года корона вновь была украдена. Третью коронацию совершил 7 сентября 1966 года примас Польши кардинал Стефан Вышинский.